# Михайловка (Сахалинская область)
Миха́йловка — село в Александровск-Сахалинском районе Сахалинской области России.

## География
Село находится на берегу ручья Тымовский, на расстоянии 8 км к югу от города Александровск-Сахалинский, административного центра района.

## История
Основано в 1872 году. Первоначально носило название Ново-Михайловка.

## Население
| 2002 | 2010 | 2013 | 2021 |
| ---- | ---- | ---- | ---- |
| 383  | ↘330 | ↘293 | ↘219 |

### Половой состав
Согласно результатам переписи 2002 года, в селе проживало 383 человека (194 мужчины и 189 женщин).

### Национальный состав
Согласно результатам переписи 2002 года, в национальной структуре населения русские составляли 96 % из 383 чел

## Улицы
| - ул. Бугайского, - пер. Клубный, - пер. Кузнечный, | - ул. Первомайская, - ул. Советская, - ул. Сосновая. |